# 雅萨南
雅萨南是巴西北大河州的一个市镇。总面积58平方公里，总人口9125人，人口密度157.3人/平方公里。